# بروسبير بوولنجر
بروسبير بوولنجر هو سياسي كندي، ولد في 17 نوفمبر 1918 في للسليت في كندا، وتوفي في 5 ديسمبر 2002. نشط حزبياً في الحزب الليبرالي الكندي. وقد انتخب عضو مجلس العموم الكندي.